# Кукава, Порфирий Михайлович
Порфирий Михайлович Кукава (1911 год, село Ахалсопели, Зугдидский уезд, Кутаисская губерния, Российская империя — неизвестно, село Ахалсопели, Зугдидский район, Грузинская ССР) — звеньевой колхоза имени Берия Ахалсопельского сельсовета Зугдидского района, Грузинская ССР. Герой Социалистического Труда (1948).

## Биография
Родился в 1911 году в крестьянской семье в селе Ахалсопели Зугдидского уезда. Окончил местную начальную школу, после которой трудился в сельском хозяйстве. Во время коллективизации вступил в колхоз имени Берия Зугдидского района (с 1953 года — колхоз имени Ленина). В послевоенные годы — звеньевой полеводческого звена в этом же колхозе.
В 1947 году звено под его руководством собрало в среднем с каждого гектара по 88.26 центнеров кукурузы на площади 3 гектара. Указом Президиума Верховного Совета СССР от 21 февраля 1948 года удостоен звания Героя Социалистического Труда за «получение высоких урожаев кукурузы и пшеницы в 1947 году» с вручением ордена Ленина и золотой медали «Серп и Молот» (№ 800).
Этим же указом званием Героя Социалистического Труда были награждены председатель колхоза Антимоз Михайлович Рогава, бригадиры Макрина Бахвовна Губеладзе, Саверьян Уджуевич Джабуа, звеньевые Силован Читиевич Губеладзе, Платон Дзадзуевич Купуния и Давид Андреевич Шерозия.
После выхода на пенсию проживал в родном селе Ахалсопели Зугдидского района. Дата смерти не известна.